# Męskie Granie 2022
Męskie Granie 2022 – 13. edycja polskiego festiwalu muzycznego Męskie Granie, organizowanego przez agencję eventową Live i sponsorowanego przez firmę Żywiec. Złożyło się na nią 16 koncertów w 8 miastach Polski, odbytych latem 2022. Hymn edycji, „Jest tylko teraz”, został nagrany przez supergrupę Męskie Granie Orkiestra 2022, w której skład weszli Bedoes, Krzysztof Zalewski i Kwiat Jabłoni. 25 listopada 2022 odbyła się premiera dokumentującego trasę albumu koncertowego Męskie Granie 2022.

## Organizacja
5 maja 2022 organizatorzy festiwalu ogłosili, że w tym roku Męskie Granie obejmie 8 miast. Zgodnie z konwencją zapoczątkowaną na trasie Męskie Granie 2021, dla każdego miasta zostały zapowiedziane dwa koncerty: piątkowy i sobotni. Organizatorzy zapowiedzieli, że każdy festiwal piątkowy zostanie zwieńczony występem projektu przygotowanego specjalnie na Męskie Granie, zaś sobotni występem dorocznej Męskie Granie Orkiestry. 12 maja 2022 został ogłoszony szczegółowy rozkład wykonawców z podziałem na dwie sceny: Scenę Główną i mniejszą Scenę Ż.
31 maja 2022 organizatorzy ogłosili skład Męskie Granie Orkiestry 2022, którą utworzyli Bedoes, Krzysztof Zalewski i duet Kwiat Jabłoni. Równocześnie odbyła się premiera singla z nagranym przez nich hymnem trasy, „Jest tylko teraz”, oraz towarzyszącego mu teledysku. Utwór dotarł do 10. miejsca cotygodniowej listy AirPlay – Top najczęściej odtwarzanych piosenek w polskich radiostacjach, 39. cotygodniowego zestawienia najczęściej słuchanych piosenek przez polskich użytkowników serwisu Spotify i pierwszego listy przebojów Radia 357.

## Męskie Granie Orkiestra 2022
Skład główny:
- Bedoes – śpiew
- Krzysztof Zalewski – śpiew, gitara
- Kwiat Jabłoni

- Katarzyna Sienkiewicz – śpiew, fortepian
- Jacek Sienkiewicz – śpiew, mandolina

Muzycy akompaniujący:
- Szymon Białorucki – puzon
- Marcin Elszkowski – trąbka
- Michał Grobelny – wokal wspierający
- Martyna Jarzębińska – wokal wspierający
- Jakub Kurek – trąbka
- Jakub Łapa – saksofon barytonowy i saksofon altowy
- Andrzej Markowski – bas
- Dominik Szczepaniak – wokal wspierający
- Martyna Szczepaniak – wokal wspierający
- Dorota Theisbbach – wokal wspierający
- WaluśKraksaKryzys – gitara, śpiew
- Olaf Węgier – saksofon tenorowy
- Bolesław Wilczek – gitara
- Jakub Wojtas – gitara

## Lista koncertów
Źródło:
| Data             | Miejscowość | Obiekt                                      | Wykonawcy (Scena Główna) | Wykonawcy (Scena Ż)                                                                   |
| ---------------- | ----------- | ------------------------------------------- | --- | ------------------------------------------------------------------------------------- |
| 24 czerwca 2022  | Poznań      | Park Cytadela                               | Dawid Podsiadło Daria Zawiałow Karaś/Rogucki Wojtek Mazolewski Mitch & Mitch con il loro Gruppo Etereofonico                      | Jan-Rapowanie Baranovski Zdechły Osa Fismoll Kamil Hussein Ania Leon                  |
| 25 czerwca 2022  | Poznań      | Park Cytadela                               | Męskie Granie Orkiestra 2022 Kortez Miuosh oraz Zespół Pieśni i Tańca „Śląsk” Cool Kids of Death WaluśKraksaKryzys                | Kacperczyk Julia Wieniawa Wczasy Meek, Oh Why? Syndrom Paryski Jagoda Kret            |
| 8 lipca 2022     | Katowice    | Dolina Trzech Stawów                        | Dawid Podsiadło Tribute to Krzysztof Krawczyk Maria Peszek Król Smolik i Kev Fox                                                  | Rat Kru i Kombii 1988: Ruleta Show Julia Wieniawa Baranovski The Cassino Frank Leen   |
| 9 lipca 2022     | Katowice    | Dolina Trzech Stawów                        | Męskie Granie Orkiestra 2022 Ørganek Kwiat Jabłoni Kaśka Sochacka WaluśKraksaKryzys                                               | Sobel Rita Pax Natalia Szroeder Wczasy Yann Sea Saw                                   |
| 15 lipca 2022    | Warszawa    | Tor wyścigów konnych Służewiec              | Dawid Podsiadło Daria Zawiałow Król Cool Kids of Death Mitch & Mitch con il loro Gruppo Etereofonico                              | Bedoes KAMP! X Bibobit Rubens Zalia Jagoda Kret                                       |
| 16 lipca 2022    | Warszawa    | Tor wyścigów konnych Służewiec              | Męskie Granie Orkiestra 2022 Krzysztof Zalewski Maria Peszek Mrozu Me and That Man                                                | Tymek Bokka Wczasy Atlvnta Frank Leen Ta Ukrainka                                     |
| 22 lipca 2022    | Wrocław     | Wrocławski Tor Wyścigów Konnych – Partynice | Dawid Podsiadło Daria Zawiałow Tribute to Krzysztof Krawczyk Fisz Emade Tworzywo Cool Kids of Death                               | Coals Eabs Kacperzyk Rubens Jakub Skorupa Ta Ukrainka                                 |
| 23 lipca 2022    | Wrocław     | Wrocławski Tor Wyścigów Konnych – Partynice | Męskie Granie Orkiestra 2022 Krzysztof Zalewski Ralph Kaminski Bitamina Kaśka Sochacka                                            | Jan-Rapowanie Trupa Trupa Bibobit Resina Żurkowski Ofelia                             |
| 29 lipca 2022    | Kraków      | Muzeum Lotnictwa Polskiego                  | Dawid Podsiadło Ralph Kaminski Brodka Karaś/Rogucki Natalia Przybysz                                                              | Bedoes Rita Pax Meek, Oh Why? Żurkowski Jakub Skorupa Yana                            |
| 30 lipca 2022    | Kraków      | Muzeum Lotnictwa Polskiego                  | Męskie Granie Orkiestra 2022 Kwiat Jabłoni Igo Mrozu WaluśKraksaKryzys                                                            | Zdechły Osa Wojtek Mazolewski Szczyl Martin Lange ARS LATRANS Orchestra Ania Leon     |
| 12 sierpnia 2022 | Szczecin    | Aeroklub Szczeciński                        | Dawid Podsiadło Kwiat Jabłoni Brodka Karaś/Rogucki Natalia Przybysz                                                               | Jan-Rapowanie Natalia Szroeder Oxford Drama Asthma Dziwna Wiosna Syndrom Paryski      |
| 13 sierpnia 2022 | Szczecin    | Aeroklub Szczeciński                        | Męskie Granie Orkiestra 2022 Krzysztof Zalewski Miuosh oraz Zespół Pieśni i Tańca „Śląsk” Igo Bitamina                            | Kamp! X Mery Spolsky Kacperczyk Kukon Kamil Hussein Yana                              |
| 19 sierpnia 2022 | Gdańsk      | Stadion w Gdańsku                           | Dawid Podsiadło Ralph Kaminski Miuosh oraz Zespół Pieśni i Tańca „Śląsk” Fisz Emade Tworzywo Me and That Man                      | Bedoes Bokka Zdechły Osa Martin Lange Luna Jagoda Kret                                |
| 20 sierpnia 2022 | Gdańsk      | Stadion w Gdańsku                           | Męskie Granie Orkiestra 2022 Sanah Vito Bambino Kaśka Sochacka                                                                    | Tymek Eabs Ofelia Muchy Zalia The Cassino                                             |
| 26 sierpnia 2022 | Żywiec      | Amfiteatr pod Grojcem                       | Dawid Podsiadło PRO8L3M Miuosh oraz Zespół Pieśni i Tańca „Śląsk” Brodka Król Fisz Emade Tworzywo                                 | Tymek i Urbański Coals Meek, Oh Why? Resina Dziwna Wiosna Atlvnta Yana                |
| 27 sierpnia 2022 | Żywiec      | Amfiteatr pod Grojcem                       | Męskie Granie Orkiestra 2022 Krzysztof Zalewski Tribute to Krzysztof Krawczyk Igo Kortez Jakub Józef Orliński i Aleksander Dębicz | Sobel Oxford Drama Eabs Kamil Hussein ARS LATRANS Orchestra Jakub Skorupa Ta Ukrainka |

## AlbumTribute to Krzysztof Krawczyk. Urbański Orkiestra i Goście
30 września 2022 odbyła się premiera albumu Tribute to Krzysztof Krawczyk. Urbański Orkiestra i Goście, zawierającego nagrania z koncertów Tribute to Krzysztof Krawczyk Urbański Orkiestry z udziałem gości. 9 lipca 2025 Związek Producentów Audio-Video przyznał mu certyfikat złotej płyty za przekroczenie progu 15 tysięcy sprzedanych egzemplarzy.

### Lista utworów
| Nr  | Tytuł utworu                    | Wykonawcy                          | Muzyka                                 | Tekst                                     | Długość |
| --- | ------------------------------- | ---------------------------------- | -------------------------------------- | ----------------------------------------- | ------- |
| 1.  | „Intro”                         | Krzysztof Krawczyk                 | –                                      | –                                         | 0:34    |
| 2.  | „Chciałem być”                  | Maciej Maleńczuk                   | Robert Gawliński                       | Maciej Maleńczuk                          | 4:13    |
| 3.  | „Bo jesteś ty”                  | Król, gościnnie: Natalia Szroeder  | Andrzej Smolik, Przemysław Myszor      | Danuta Jurewicz-Myszor, Przemysław Myszor | 3:38    |
| 4.  | „Mój przyjacielu”               | Igo                                | Momćilo Bajagić                        | Daniel Wyszogrodzki                       | 3:44    |
| 5.  | „Pamiętam Ciebie z tamtych lat” | Kacperczyk                         | Krzysztof Krawczyk, Wojciech Trzciński | Bogdan Olewicz                            | 4:12    |
| 6.  | „Ostatni taniec”                | Artur Rojek                        | Artur Rojek                            | Artur Rojek                               | 5:36    |
| 7.  | „Bezsenni”                      | Skubas, gościnnie: Natalia Grosiak | Paweł Krawczyk                         | Katarzyna Nosowska                        | 3:38    |
| 8.  | „To co dał nam świat”           | Jarecki                            | Jarosław Kukulski                      | Lech Konopiński                           | 3:25    |
| 9.  | „Byle było tak”                 | Kacperczyk                         | Wojciech Trzciński                     | Jerzy Kleyny                              | 3:48    |
| 10. | „Parostatek”                    | Maciej Musiałowski                 | Jerzy Milian, Krzysztof Krawczyk       | Tadeusz Drozda                            | 5:10    |
| 11. | „Ostatni raz zatańczysz ze mną” | Piotr Zioła                        | Sławomir Sokołowski                    | Adam Jarek                                | 3:38    |
| 12. | „Rysunek na szkle”              | Jucho                              | Krzysztof Krawczyk                     | Janusz Kondratowicz                       | 3:45    |
| 13. | „Mój przyjacielu”               | Grubson                            | Momćilo Bajagić                        | Daniel Wyszogrodzki                       | 3:19    |
| 14. | „Bezsenni”                      | Miuosh, gościnnie: Marcelina       | Paweł Krawczyk                         | Katarzyna Nosowska                        | 4:04    |
|     |                                 |                                    |                                        |                                           | 52:44   |

## AlbumMęskie Granie 2022
Album koncertowy Męskie Granie 2022 został wydany 25 listopada 2022 nakładem wytwórni Mystic Production. Równocześnie ukazały się wydania z dwoma płytami CD i dwoma winylami (wydanie winylowe zawiera tylko zawartość pierwszej płyty CD), ponadto album pojawił się w sprzedaży cyfrowej i serwisach strumieniowych. Na pierwszej płycie znalazły się nagrania Męskie Granie Orkiestry 2022, zaś na drugiej innych wykonawców występujących podczas festiwalu. Album był promowany trzema singlami w wykonaniu Męskie Granie Orkiestry 2022, wydanych w formatach cyfrowych (digital download i streaming): „Orkiestra / Pani w obuwniczym” (z gościnnym udziałem WalusiaKraksyKryzysa, wydany 4 listopada 2022) i „Kawałek podłogi” (wydany 23 listopada 2022) i „Polskie tango” (wydany 20 stycznia 2023)
Album zadebiutował na drugich miejscach ogólnopolskich listy sprzedaży OLiS i OLiS winyl. 11 stycznia 2023 Związek Producentów Audio-Video przyznał mu certyfikat złotej płyty za przekroczenie progu 15 tysięcy sprzedanych egzemplarzy. Wydawnictwo otrzymało nominację w plebiscycie Bestsellery Empiku w kategorii Muzyka – pop i rock.

### Lista utworów
Lista utworów na wydaniu winylowym obejmuje tylko utwory z pierwszej płyty.
| Płyta pierwsza (wykonanie: Męskie Granie Orkiestra 2022) | Płyta pierwsza (wykonanie: Męskie Granie Orkiestra 2022)         | Płyta pierwsza (wykonanie: Męskie Granie Orkiestra 2022)                                    | Płyta pierwsza (wykonanie: Męskie Granie Orkiestra 2022)                                    | Płyta pierwsza (wykonanie: Męskie Granie Orkiestra 2022) | Płyta pierwsza (wykonanie: Męskie Granie Orkiestra 2022) |
| Nr                                                       | Tytuł utworu                                                     | Muzyka                                                                                      | Tekst                                                                                       | Oryginalny wykonawca                                     | Długość                                                  |
| -------------------------------------------------------- | ---------------------------------------------------------------- | ------------------------------------------------------------------------------------------- | ------------------------------------------------------------------------------------------- | -------------------------------------------------------- | -------------------------------------------------------- |
| 1.                                                       | „Artyści”                                                        | Adam Burzyński, Michał Kwiatkowski, Kazik Staszewski                                        | Kazik Staszewski                                                                            | Kazik na Żywo                                            | 3:05                                                     |
| 2.                                                       | „Ostatnia nocka”                                                 | Momčilo Bajagić                                                                             | Maciej Maleńczuk                                                                            | Yugopolis i Maciej Maleńczuk                             | 3:15                                                     |
| 3.                                                       | „Ta noc do innych jest niepodobna”                               | Marek Jackowski                                                                             | Kora                                                                                        | Maanam                                                   | 5:18                                                     |
| 4.                                                       | „Dzieci wybiegły”                                                | Kuba Sienkiewicz                                                                            | Kuba Sienkiewicz                                                                            | Elektryczne Gitary                                       | 3:28                                                     |
| 5.                                                       | „Kawałek podłogi”                                                | Jacek Paprocki                                                                              | Waldemar Miszczor                                                                           | Mr. Zoob                                                 | 4:15                                                     |
| 6.                                                       | „1998 (mam to we krwi)”                                          | Lanek                                                                                       | Bedoes                                                                                      | Bedoes i Lanek                                           | 3:27                                                     |
| 7.                                                       | „Orkiestra” / „Pani w obuwniczym” (gościnnie: WaluśKraksaKryzys) | Jacek Szymkiewicz, Lesław Golis, Jarosław Kozłowski, Marcin Macuk, Michał Pfeif, Łukasz Tic | Jacek Szymkiewicz, Lesław Golis, Jarosław Kozłowski, Marcin Macuk, Michał Pfeif, Łukasz Tic | Pogodno                                                  | 5:01                                                     |
| 8.                                                       | „Zwiedzam świat” (gościnnie: Natalia Przybysz)                   | Emade                                                                                       | Fisz                                                                                        | Fisz Emade Tworzywo                                      | 4:40                                                     |
| 9.                                                       | „Nim stanie się tak, jak gdyby nigdy nic nie było”               | Wojciech Waglewski                                                                          | Wojciech Waglewski                                                                          | Voo Voo                                                  | 5:12                                                     |
| 10.                                                      | „Dzieci malarzy”                                                 | Natalia Przybysz, Jerzy Zagórski                                                            | Natalia Przybysz                                                                            | Natalia Przybysz                                         | 4:29                                                     |
| 11.                                                      | „Polskie tango”                                                  | Lanek                                                                                       | Taco Hemingway                                                                              | Taco Hemingway                                           | 4:38                                                     |
| 12.                                                      | „Nie pytaj o Polskę”                                             | Grzegorz Ciechowski                                                                         | Grzegorz Ciechowski                                                                         | Obywatel G.C.                                            | 4:10                                                     |
| 13.                                                      | „Jest tylko teraz”                                               | Jacek Sienkiewicz, Katarzyna Sienkiewicz, Krzysztof Zalewski                                | Bedoes, Katarzyna Sienkiewicz, Krzysztof Zalewski                                           | Męskie Granie Orkiestra 2022                             | 3:51                                                     |
| 14.                                                      | „Obracam w palcach złoty pieniądz”                               | Zbigniew Hołdys                                                                             | Bogdan Olewicz                                                                              | Perfect                                                  | 3:13                                                     |
|                                                          |                                                                  |                                                                                             |                                                                                             |                                                          | 58:02                                                    |

| Płyta druga | Płyta druga               | Płyta druga                                                       | Płyta druga                                                                                           | Płyta druga                                                                                  | Płyta druga |
| Nr          | Tytuł utworu              | Wykonawcy                                                         | Muzyka                                                                                                | Tekst                                                                                        | Długość     |
| ----------- | ------------------------- | ----------------------------------------------------------------- | --- | -------------------------------------------------------------------------------------------- | ----------- |
| 1.          | „Ptaki”                   | Krzysztof Zalewski                                                | Krzysztof Zalewski, Szymon Paduszyński                                                                | Jacek Szymkiewicz, Krzysztof Zalewski                                                        | 3:38        |
| 2.          | „Poligon”                 | Mrozu                                                             | Mrozu, Robert Cichy                                                                                   | Mrozu, Donguralesko                                                                          | 4:39        |
| 3.          | „Doppelgänger”            | Ørganek                                                           | Tomasz Organek, Tomasz Lewandowski, Adam Staszewski, Robert Markiewicz                                | Tomasz Organek                                                                               | 4:46        |
| 4.          | „Wzięli zamknęli mi klub” | Kwiat Jabłoni                                                     | Jacek Sienkiewicz                                                                                     | Jacek Sienkiewicz                                                                            | 5:25        |
| 5.          | „Helena”                  | Igo                                                               | Bartosz Dziedzic, Aleksander Krzyżanowski                                                             | Igo                                                                                          | 4:11        |
| 6.          | „Mantra”                  | Miuosh oraz Zespół Pieśni i Tańca „Śląsk”, gościnnie: Igor Herbut | Miuosh, Igor Herbut                                                                                   | Miuosh, Robert Talarczyk                                                                     | 6:29        |
| 7.          | „Nakurwiam zen”           | Maria Peszek, gościnnie: Jan Peszek                               | Kamil Pater, Maria Peszek                                                                             | Maria Peszek                                                                                 | 4:04        |
| 8.          | „Dla ciebie”              | Daria Zawiałow i Artur Rojek                                      | Artur Rojek, Wojciech Powaga-Grabowski, Przemysław Myszor, Jacek Kuderski, Wojciech Kuderski          | Artur Rojek, Wojciech Powaga-Grabowski, Przemysław Myszor, Jacek Kuderski, Wojciech Kuderski | 3:49        |
| 9.          | „Giocoso, Gioioso”        | Mitch & Mitch con il loro Gruppo Etereofonico                     | Ennio Morricone                                                                                       | –                                                                                            | 2:58        |
| 10.         | „Stare dusze”             | Rita Pax                                                          | Jacek Antosik, Jerzy Markuszewski, Katarzyna Piszek, Paulina Przybysz, Paweł Zalewski, Piotr Zalewski | Paulina Przybysz                                                                             | 3:21        |
| 11.         | „Run with the Devil”      | Me and That Man                                                   | Nergal                                                                                                | Nergal, Jørgen Munkeby                                                                       | 2:35        |
| 12.         | „Czeczerecze”             | WaluśKraksaKryzys                                                 | WaluśKraksaKryzys                                                                                     | WaluśKraksaKryzys                                                                            | 4:55        |
| 13.         | „Falstart albo faul”      | Daria ze Śląska                                                   | Pat Stawiński, Kuba Staruszkiewicz, Kamil Pater, Daria ze Śląska                                      | Daria ze Śląska                                                                              | 4:30        |
| 14.         | „Spaliny”                 | Cool Kids of Death                                                | Kamil Łazikowski, Marcin Kowalski, Wojciech Michalec, Jakub Wandachowicz                              | Krzysztof Ostrowski                                                                          | 3:09        |
| 15.         | „Miłość miłość”           | Ania Leon                                                         | Krzysztof Zalewski, Andrzej Smolik, Michał Wiraszko                                                   | Krzysztof Zalewski                                                                           | 4:57        |
| 16.         | „Kominy”                  | Kortez                                                            | Kortez                                                                                                | Piotr Schmidt                                                                                | 7:46        |
|             |                           |                                                                   | |                                                                                              | 1:11:12     |

## Nagrody i nominacje
| Plebiscyt               | Data               | Kategoria          | Nominacja          | Rezultat  | Źr.    |
| ----------------------- | ------------------ | ------------------ | ------------------ | --------- | ------ |
| Bestsellery Empiku 2022 | 7 lutego 2023(dts) | Muzyka: pop i rock | Męskie Granie 2022 | Nominacja | [ 19 ] |